# Фэйн, Лоренцо
Лоре́нцо Фэйн (англ. Lorenzo Fayne; 2 апреля 1971, Милуоки, Висконсин) — американский серийный убийца, совершивший в период с 14 июля 1989 года по 24 июля 1993 года серию из 6 убийств несовершеннолетних детей на территории штатов Висконсин и Иллинойс. В 2001 году он был осужден и получил в качестве наказания смертную казнь. В 2002 году в связи с выявлением многочисленных судебных ошибок в деле осуждения приговорённых к смертной казни губернатор штата Иллинойс пересмотрел закон о смертной казни и в январе 2003 года ввёл мораторий, заменив смертные приговоры 157 осуждённым, в том числе Фэйну. На основании закона его смертный приговор был автоматически заменён на наказание в виде пожизненного лишения свободы без права на условно-досрочное освобождение

## Биография
Лоренцо Фэйн родился 2 апреля 1971 года в Милуоки, штат Висконсин. Имел несколько братьев и сестер. Детство и юность Фэйн провел в северо-западной части города, населенной в основном представителями маргинального слоя общества, ведущих криминальный образ жизни. Он рос в социально-неблагополучной обстановке, так оба его родителя также вели маргинальный образ жизни, сталкивались с системой уголовного правосудия, страдали алкогольной и наркотической зависимостями и подвергали Фэйна физическам нападкам и агрессии, благодаря чему он в раннем возраста получил психологическую травму и вступил с родителями в социальный конфликт. 
В 1978 году, в возрасте 7 лет Фэйн подвергся сексуальному насилию со стороны соседского мальчика. Из-за социально-неблагополучной обстановки Лоренцо Фэйн много времени проводил на улице, которая как социально-педагогическая среда сильно повлияла на формирование его личности. Вследствие хронических прогулов и неуспеваемости, он рано бросил школу, после чего также начал вести криминальный образ жизни. В период с 1984 года по 1989 год Фэйн неоднократно подвергался арестам за такие правонарушения, как грабёж, проникновение со взломом, нападение, угон автомобиля, благодаря чему был осужден и провел несколько лет в пенитенциарных учреждениях для малолетних преступников, где также подвергался физическим нападкам и сексуальному насилию со стороны других заключённых. 
Во время заключения на основании тестов у Фэйна был выявлен порог коэффициента интеллекта от 68 до 75 баллов, что квалифицировалось как порог умственной отсталости. В 1989 году Лоренцо в очередной раз вышел на свободу, после чего покинул Милуоки и переехал на территорию штата Иллинойс к своей бабушке в  город Ист-Сент-Луис, где проживал на протяжении последующих четырех лет.

## Разоблачение
Впервые Лоренцо Фэйн попал в число подозреваемых 24 июля 1993 года после убийства 17-летней Фэйт Дэвис, которая проживала в соседнем доме с домом, где проживала бабушка Фэйна. Дэвис подверглась  нападению в собственной квартире, в ходе которого была изнасилована и зарезана. С целью скрыть следы преступления убийца поджег апартаменты жертвы, но был замечен свидетелями преступления, которые идентифицировали его как Лоренцо Фэйна. После приезда полиции Фэйн подвергся допросу. В ходе осмотра его одежды и апартаментов были обнаружены пятна крови, на основании чего он был доставлен в полицейский участок. В ходе последующих допросов Фэйн вынужденно признался в причастности к ограблению апартаментов квартиры Фэйт Дэвис, но отказался признать причастие к ее смерти. 4 августа того же года, в ходе дактилоскопической экспертизы, было установлено, что отпечаток ладони Фэйна обнаружен на теле 6-летнего Ари Ханта, который был изнасилован и задушен 14 июля 1989 года недалеко от дома бабушки Фэйна. 
После ознакомления с результатами экспертизы Лоренцо Фэйн признался в совершении убийства Ари Ханта и Фэйт Дэвис. Согласно его показаниям, мотивом совершения убийства 6-летнего Ханта послужил комплекс неполноценности, из-за последствий которого Фэйн перед убийством мальчика почувствовал патологическое влечение к совершению убийства с целью самоутверждения. После того как о его признательных показаниях узнали его родственники, Фэйн после разговора со своей бабушкой в конце августа того же года также признался в совершении убийств 14-летней Латондры Дин, которая была изнасилована и зарезана 20 марта 1992 года; 9-летней Фэллон Флуд, которая была изнасилована и задушена 20 июля 1992 года и в совершении убийства 17-летней Гленды Джонс, которая была изнасилована и зарезана Фэйном 25 июня 1993 года. 
Все жертвы проживали и были убиты в радиусе нескольких сотен метров от дома, где проживал Фэйн и его бабушка. Также Лоренцо подозревался в совершении убийства 16-летней Николь Смит, которая была изнасилована и забита до смерти в нескольких сотнях метров от школы East St. Louis High School 16 октября 1989 года, но Фэйн категорически отказался признать себя виновным в ее смерти.

## Суд
В начале 1994 года Лоренцо Фэйн предстал перед судом по обвинению в убийстве Ари Ханта. Вердиктом жюри присяжных заседателей он был признан виновным в совершении  убийства мальчика. Обвинение требовало от суда назначения ему уголовного наказания в виде смертной казни, в то время как его адвокаты настаивали на снисхождении к своему подзащитному и назначении ему наказания в виде пожизненного лишения свободы на основании того, что Лоренцо был подвергнут издевательствам в детстве со стороны родственников, что привело в итоге к психическим, эмоциональным и поведенческим проблемам Чарльза. Это подтвердила его бабушка — Нелли Уиллис, которая посетила одно из судебных заседаний и дала показания в защиту своего внука, дав ему крайне положительную характеристику. Фэйну большую часть судебного процесса удавалось сохранять хладнокровие, но во время дачи показаний бабушки он потерял самообладание и разрыдался. В августе того же года присяжные заседатели проголосовали 11-1 за вынесение ему наказание в виде смертной казни, но так как решение не было единогласным, суд приговорил Лоренцо Фэйна к пожизненному лишению свободу без права на условно-досрочное освобождение
После осуждения Фэйн был этапирован для отбытия наказания в тюрьму Menard Correctional Institution. Вскоре он предстал перед судом по обвинению в убийствах  Латондры Дин, Фэллон Флуд, Гленды Джонс и Фэйт Дэвис. На основании его признательных показания и других улик в 2001 году он был признан виновным и приговорен к смертной казни, однако в январе 2003 года губернатор штата Иллинойс Джордж Райан заменил приговоры 157 осужденным, которые в разные годы были приговорены к смертной казни, среди которых оказался Лоренцо Фэйн

## В заключении
В сентябре 2009 года на основании ДНК-экспертизы была установлена причастность Фэйна к совершению убийства 32-летней Риты Скотт, которая была убита несколькими ударами тупым предметом по голове 15 сентября 1989 года на территории города Милуоки. 27 октября 2009 года Фэйн был допрошен в тюремном учреждении, где отбывал наказание, и на основании доказательств признался в совершении убийства женщины и последующего акта некрофилии.
В убийстве Николь Смит, которая была убита 3 октября 1989 года, в 2013 году на основании ДНК-экспертизы был обвинен другой житель Ист-Сент-Луиса 51-летний Карлос Гаррет, благодаря чему Лоренцо Фэйн был исключен из числа подозреваемых.